# 長沙 (香港)

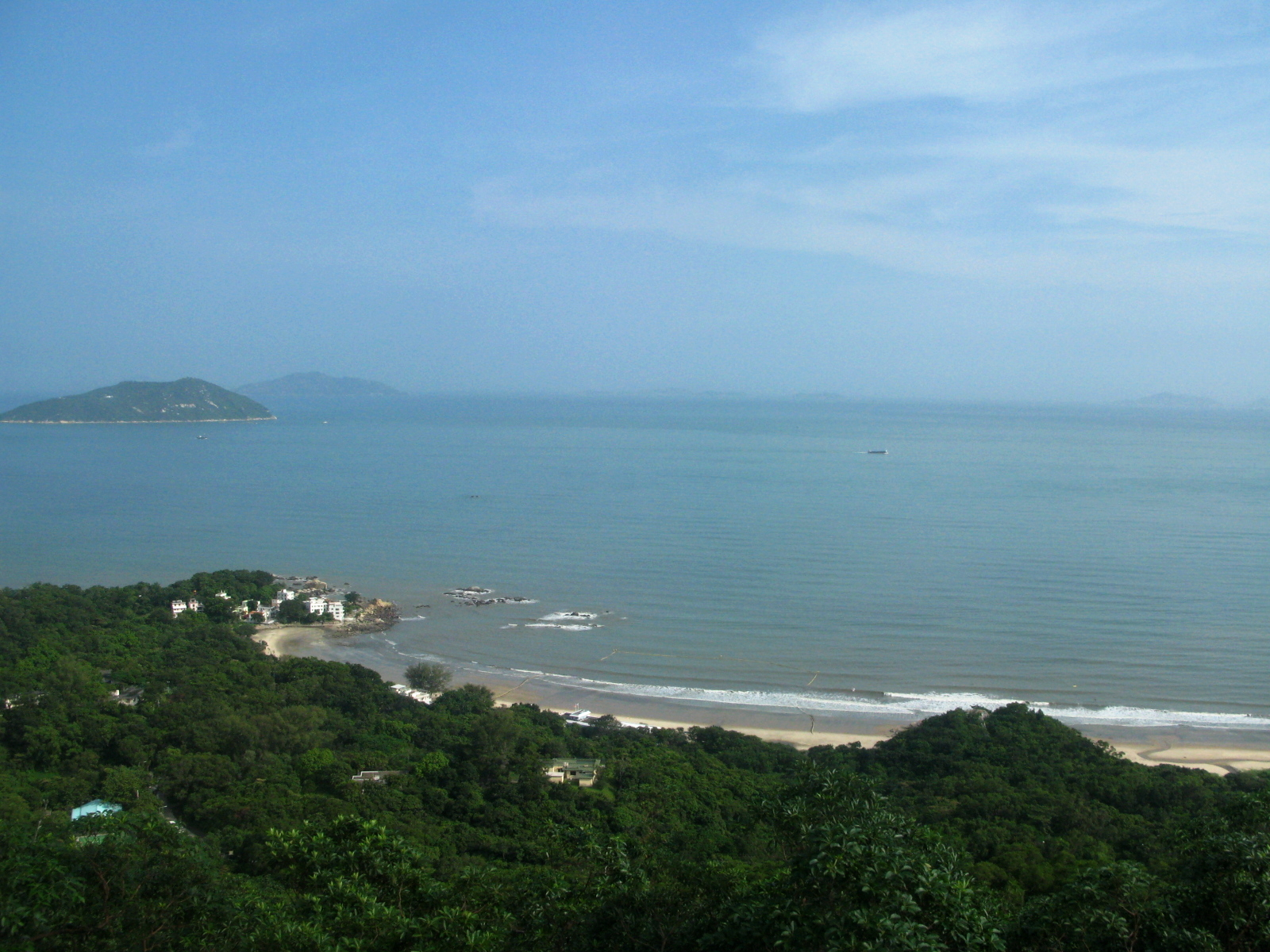
下長沙泳灘

長沙（英語：Cheung Sha）是香港的一個地方，位於新界大嶼山南岸，以當中的上長沙泳灘及下長沙泳灘以聞名，兩個沙灘全長約3公里，為香港最長的沙灘，此處亦因為擁有長的沙灘而得名為長沙。

## 歷史
2015年3月大嶼山發展諮詢委員會討論南大嶼山的康樂及旅遊發展，包括初步研究在長沙及索罟群島大鴉洲發展水療及消閒度假村的可行性，擬定一個附合環境保護原則及商業上可行的水療度假村發展計劃。同年4月發展局副局長馬紹祥透露，有關部門正考慮在該處引入市集，以中型規模的模式發展，期望將大嶼山打造為香港人的旅遊首選地點。

## 區議會議席分佈
長沙一直保持鄉村狀況，常住人口較少，而整個長沙都劃入大嶼山選區。

## 相關參見
- 上長沙泳灘
- 下長沙泳灘